# 浦和所沢バイパス

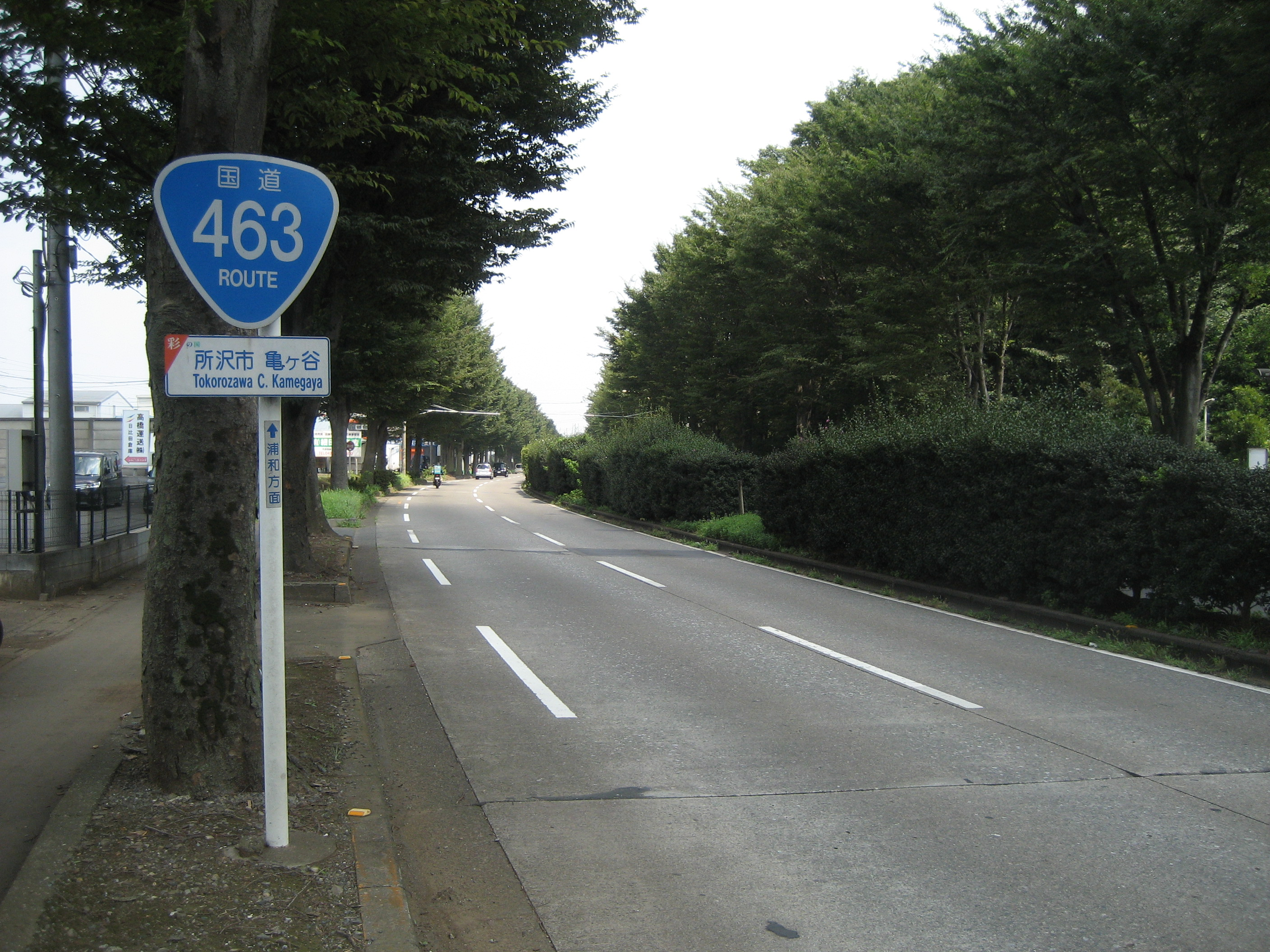
所沢市亀ヶ谷付近

浦和所沢バイパス（うらわところざわバイパス）は、国道463号の本線のうち、埼玉県さいたま市浦和区の北浦和駅入口交差点から同県所沢市の宮本町交差点へ至る区間を指す、道路の通称である。
また、国道254号の支線として指定されており、254号現道（川越街道）と254号バイパスとの間を連絡する役割を担っている（富士見市 下南畑〈旧：富士見有料入口〉交差点 - 新座市 英IC）。略称は浦所バイパス（うらとこバイパス）又は浦所。また、さいたま市内では埼大通りとも呼ばれている。
さらに一部区間は埼玉県道215号宗岡さいたま線の本線（さいたま市桜区 埼大前交差点 - 志木市 羽根倉橋西交差点）と重複する。
この道路は、現在埼玉県道40号さいたま東村山線、埼玉県道113号川越新座線、埼玉県道179号所沢青梅線、埼玉県道6号川越所沢線（埼玉県道24号練馬所沢線の旧道）の各県道の一部となっている主要地方道16号浦和所沢線のバイパス道路として建設され、後に当「浦和所沢バイパス」側が本線となった後、1993年（平成5年）4月1日に国道463号の一部に昇格した。
さいたま市内は大半が2車線（一部4車線）、志木市から所沢市の牛沼交差点までは4車線区間、同交差点から若松小学校入口交差点まで3車線（下り方向のみ2車線）区間、以西が2車線区間である。

## 概要
- 起点：埼玉県さいたま市浦和区 北浦和駅入口交差点
- 終点：埼玉県所沢市 宮本町交差点[要出典]
- 車線：4車線（片側2車線）

## 交通規制
- 一般道の法定速度60 km/h（下大久保交差点 - 牛沼交差点）
  - 50 km/h（北浦和駅入口 - 下大久保交差点・牛沼 - 東新井町）
  - 40 km/h（東新井町 - 宮本町）
- 駐停車禁止（全線）
- 追い越しのためのはみ出し禁止（北浦和駅入口 - 下大久保交差点・牛沼交差点 - 東新井町）

## 通過市町村
- 埼玉県
  - さいたま市（浦和区 - 中央区 - 桜区） - 志木市 - 富士見市 - 入間郡三芳町 - 新座市 - 所沢市

## 歴史
- 1981年（昭和56年）8月1日 - 国道254号富士見川越有料道路開通に伴い、富士見有料入口交差点 - 英IC（国道254号の現道に接続）間が国道254号のバイパス道路に（主要地方道16号浦和所沢線と重複）。
- 1993年（平成5年）4月1日 - 国道463号に昇格。
- 2009年（平成21年）8月1日 - 富士見川越有料道路が無料開放され「富士見川越バイパス」に名称が変わり、同バイパスに接続する富士見有料入口交差点が「下南畑」交差点に改称される。

## 交差する主な道路
| 交差する道路                                | 交差する道路                                                              | 交差点名       | 所在地     | 所在地   |
| ------------------------------------------- | ------------------------------------------------------------------------- | -------------- | ---------- | -------- |
| 埼玉県道118号北浦和停車場線                 |                                                                           |                |            |          |
| 国道17号（中山道）                          | 国道17号・国道463号（中山道）                                             | 北浦和駅入口   | さいたま市 | 浦和区   |
| 与野中央通り                                | 与野中央通り                                                              |                | さいたま市 | 中央区   |
| 埼玉県道165号大谷本郷さいたま線（本町通り） | 埼玉県道165号大谷本郷さいたま線（本町通り）                               | 鈴谷           | さいたま市 | 中央区   |
| 国道17号（新大宮バイパス）                  | 国道17号（新大宮バイパス）                                                | 埼大通り       | さいたま市 | 中央区   |
| 埼玉県道215号宗岡さいたま線                 | （埼玉大学）                                                              | 埼大前         | さいたま市 | 桜区     |
| 埼玉県道57号さいたま鴻巣線                  | 埼玉県道57号さいたま鴻巣線                                                | 下大久保       | さいたま市 | 桜区     |
|                                             | 埼玉県道215号宗岡さいたま線                                               | 羽根倉橋（西） | 志木市     | 志木市   |
| 埼玉県道113号川越新座線                     | 埼玉県道36号保谷志木線（宿通り）                                          | 上宗岡二丁目   | 志木市     | 志木市   |
| 国道254号（富士見川越バイパス）             | 国道254号（和光富士見バイパス）                                           | 下南畑         | 富士見市   | 富士見市 |
| 埼玉県道266号ふじみ野朝霞線                 | 埼玉県道266号ふじみ野朝霞線                                               | 岡の坂         | 富士見市   | 富士見市 |
| 国道254号（川越街道）                       | 埼玉県道109号新座和光線（旧川越街道） 国道254号（川越街道・新座バイパス） | 英IC           | 新座市     | 新座市   |
|                                             | 埼玉県道179号所沢青梅線                                                   | 坂の下         | 所沢市     | 所沢市   |
| E17関越自動車道                             | E17関越自動車道                                                           | 所沢IC         | 所沢市     | 所沢市   |
| 埼玉県道126号所沢堀兼狭山線                 | 埼玉県道24号練馬所沢線                                                    | 松郷           | 所沢市     | 所沢市   |
| 埼玉県道56号さいたまふじみ野所沢線          | （所沢陸橋通り）                                                          | 東新井町       | 所沢市     | 所沢市   |
| 国道463号 入間方面                          |                                                                           |                |            |          |

## 交差する鉄道・河川
※越谷浦和バイパス、所沢入間バイパス区間はその項を参照のこと。
- 武蔵野線大宮支線（北浦和公園付近の地下を通過）
- 鴻沼川（鈴谷橋）
- 東北新幹線・上越新幹線、 埼京線
- 鴨川（浅間橋）
- 荒川（羽根倉橋）
- 新河岸川（岡坂橋）
- 東武東上本線

## 沿線の主な施設
さいたま市浦和区
- 北浦和駅 （JR京浜東北線）
- 北浦和公園 - 園内に埼玉県立近代美術館がある。

さいたま市中央区
- 南与野駅 （ＪＲ埼京線）

さいたま市桜区
- 埼玉大学
- 秋ヶ瀬公園

富士見市
- 富士見市運動公園
- さくら記念病院
- 恵愛病院
- 富士見市立針ヶ谷小学校

新座市
- 西武台新座中学校・西武台高等学校

所沢市
- 所沢カルチャーパーク
- 所沢自動車検査登録事務所
- 所沢市立若松小学校

## 接続するバイパスの位置関係
- 国道254号

（東京方面）新座バイパス - 浦和所沢バイパス - 富士見川越バイパス（松本方面）

## 主な渋滞区間
以下の区間で日時を問わず、渋滞が発生しやすい。
- さいたま市区間
  - 新大宮バイパスとの交差点周辺。
    - 2018年1月31日、本道路の南側を国道17号現道からバイパスまで並行する都市計画道路町谷本太線（市役所通り）が全通した[2]。同線は道幅が広く、かつ交通量が少ないため、本道路などからの迂回に適している。
    - 今後、本道路の南側を並行する都市計画道路田島大牧線及び道場三室線が全通する予定で、本道路の渋滞は改善される見込みである。
- 所沢市区間
  - 若松小学校入口交差点から東新井町交差点への西行。車線が2→1に減少するために合流渋滞が発生する。
  - 西新井町交差点付近。
  - 東所沢駅北入口付近。

## 注意点
当路線のうち所沢警察署管内で一番多い事故形態は追突事故である。特に所沢ICで関越道から合流する車が、一般道での運転感覚を取り戻せないまま追突するケースが多い。

## ギャラリー

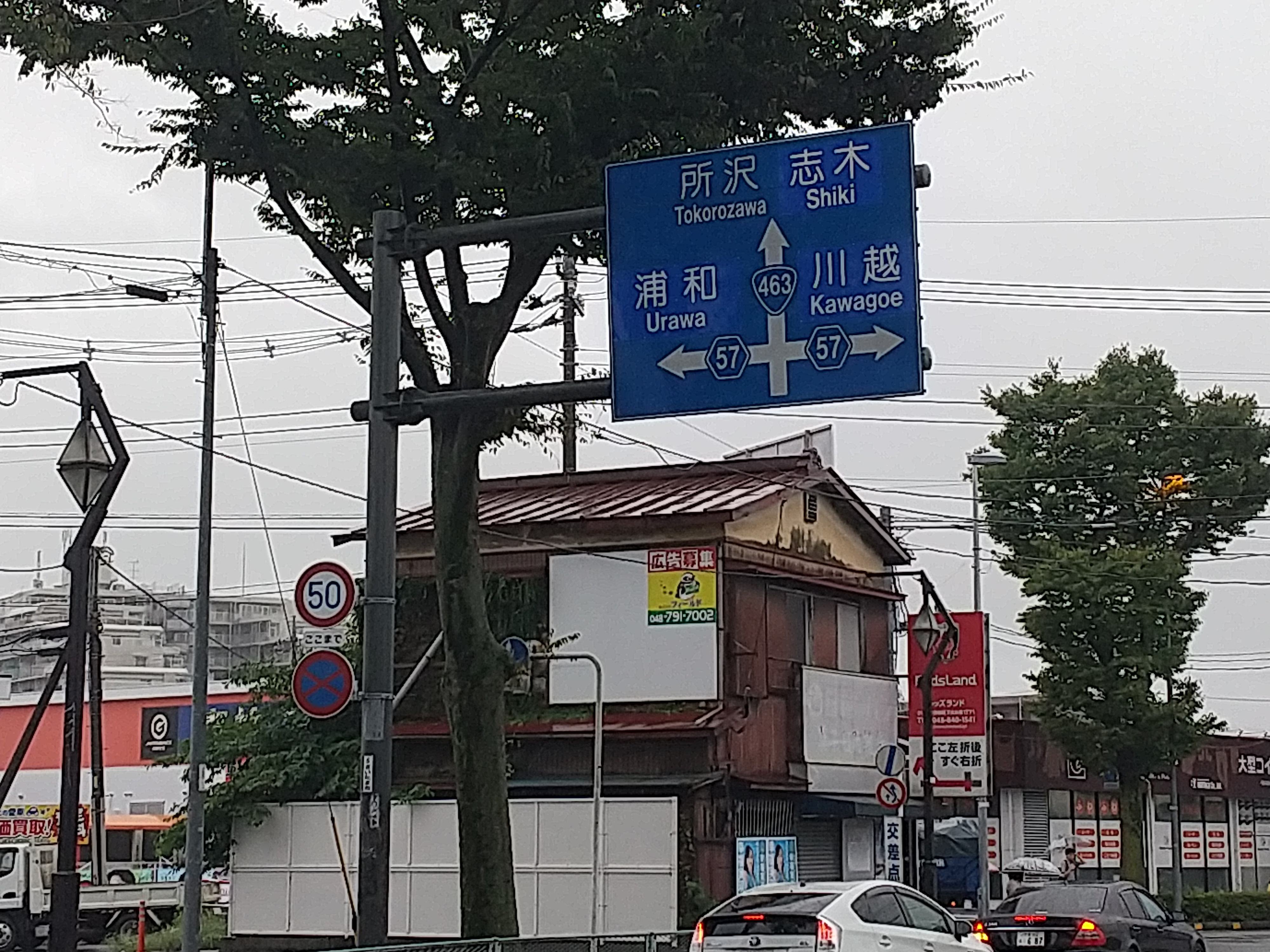
さいたま市桜区下大久保付近
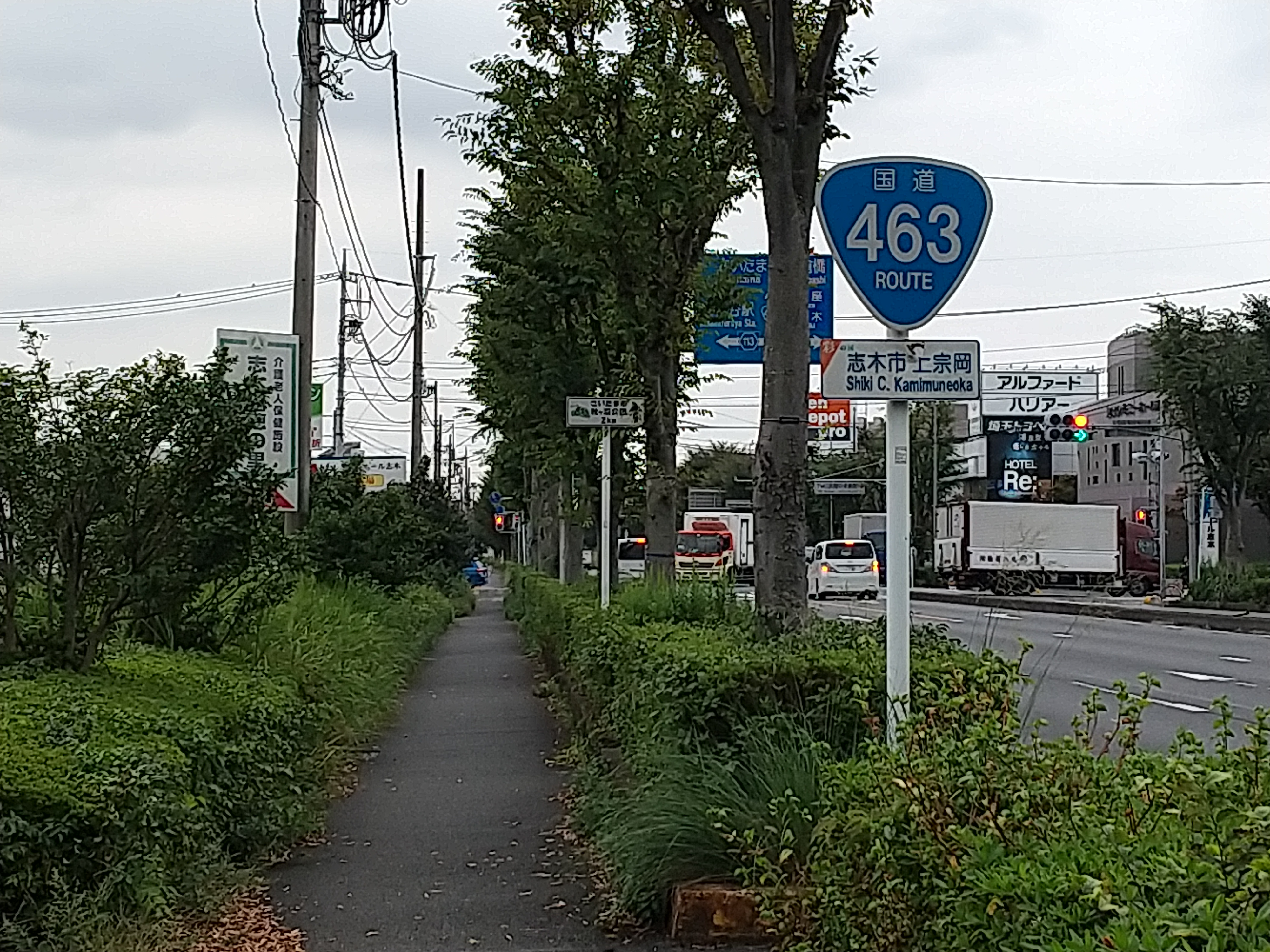
志木市上宗岡付近
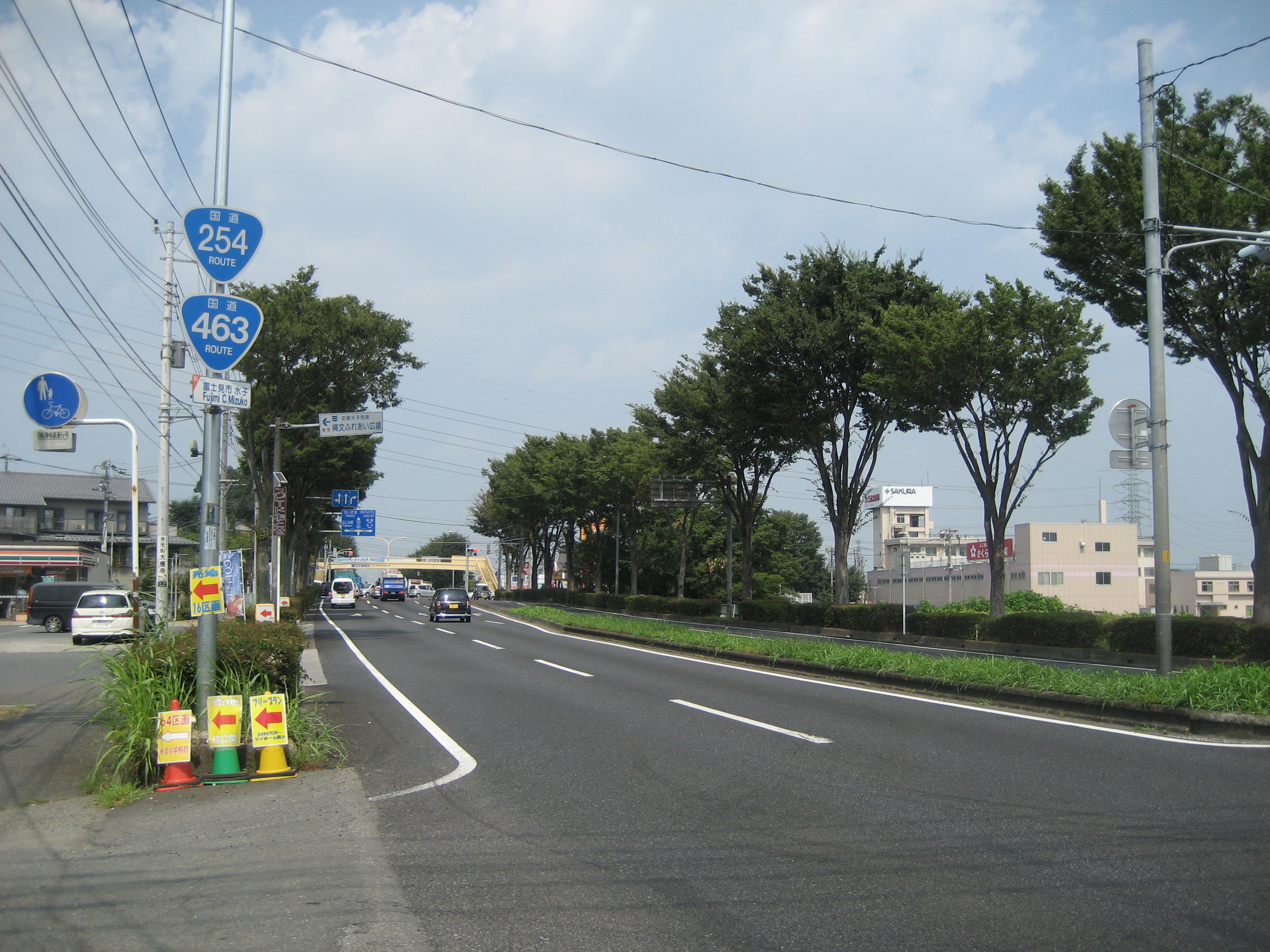
富士見市水子付近